# Cedicoides
Cedicoides är ett släkte av spindlar. Cedicoides ingår i familjen vattenspindlar.
Kladogram enligt Catalogue of Life:
| Cedicoides | \| \| Cedicoides maerens \| \| \| \| \| \| Cedicoides parthus \| \| \| \| \| \| Cedicoides pavlovskyi \| \| \| \| \| \| Cedicoides simoni \| \| \| \| |
|            | \| \| Cedicoides maerens \| \| \| \| \| \| Cedicoides parthus \| \| \| \| \| \| Cedicoides pavlovskyi \| \| \| \| \| \| Cedicoides simoni \| \| \| \| |
|            | Argyroneta |
|            | |
|            | Cedicus |
|            | |
|            | Cybaeina |
|            | |
|            | Cybaeota |
|            | |
|            | Cybaeozyga |
|            | |
|            | Cybaeus |
|            | |
|            | Dolichocybaeus |
|            | |
|            | Heterocybaeus |
|            | |
|            | Paracedicus |
|            | |
|            | Symposia |
|            | |
|            | Vagellia |
|            | |
|            | Cedicoides maerens |
|            | |
|            | Cedicoides parthus |
|            | |
|            | Cedicoides pavlovskyi |
|            | |
|            | Cedicoides simoni |
|            | |

|  | Cedicoides maerens    |
|  |                       |
|  | Cedicoides parthus    |
|  |                       |
|  | Cedicoides pavlovskyi |
|  |                       |
|  | Cedicoides simoni     |
|  |                       |